# Bennie Muller
Bernardus (Bennie) Muller (Amsterdam, 14 augustus 1938 – 17 januari 2024) was een Nederlands voetballer en international. Hij speelde voor Ajax, Holland Sport en 
Blauw-Wit.

## Loopbaan

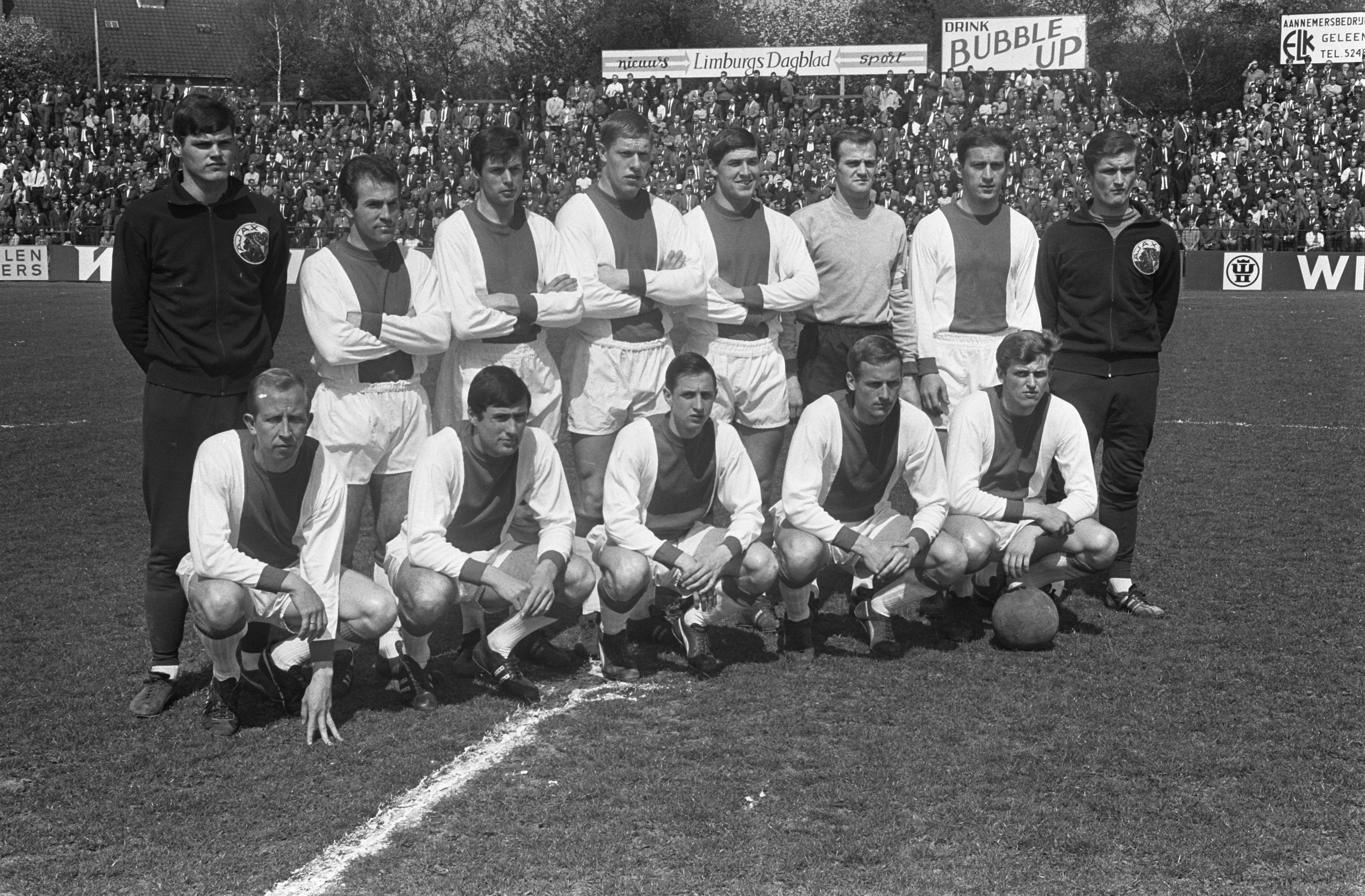
Muller (staand, 2e van links) kampioen met Ajax (april 1967)

Muller maakte zijn debuut in het eerste van Ajax onder de Oostenrijkse trainer Karl Humenberger op 5 januari 1958 in de uitwedstrijd tegen MVV (3–0 verlies). 
In het 4-2-4 spelsysteem was hij de stofzuiger en ook technicus naast de aanvallende Henk Groot. Muller won met Ajax vijf landstitels, twee KNVB bekers en in 1962 de International Football Cup, waarin Feijenoord met 4-2 werd verslagen in de finale. 
In Europees clubverband scoorde Muller tijdens het Europacup I-seizoen van 1966/67 eenmaal tegen Beşiktaş en scoorde hij in het Europacup I-seizoen van 1968/69 eenmaal tegen Fenerbahçe. Hij kwam 43 keer uit voor het Nederlands elftal, waarin hij tweemaal het doel trof. Hij was dertien jaar lang vaste keuze bij Ajax. Hij speelde 425 officiële wedstrijden waarvan 341 competitieduels. Nadat Ajax in de Europacup I-finale van 1969 met 4-1 werd weggespeeld door AC Milan, besloot coach Rinus Michels de ploeg te verjongen en verder te professionaliseren. Bennie Muller werd aan de kant gezet voor de talenten Gerrie Mühren en Nico Rijnders en later  Johan Neeskens en Arie Haan. Hij heeft daarna nog korte tijd voor Holland Sport en Blauw-Wit gespeeld.

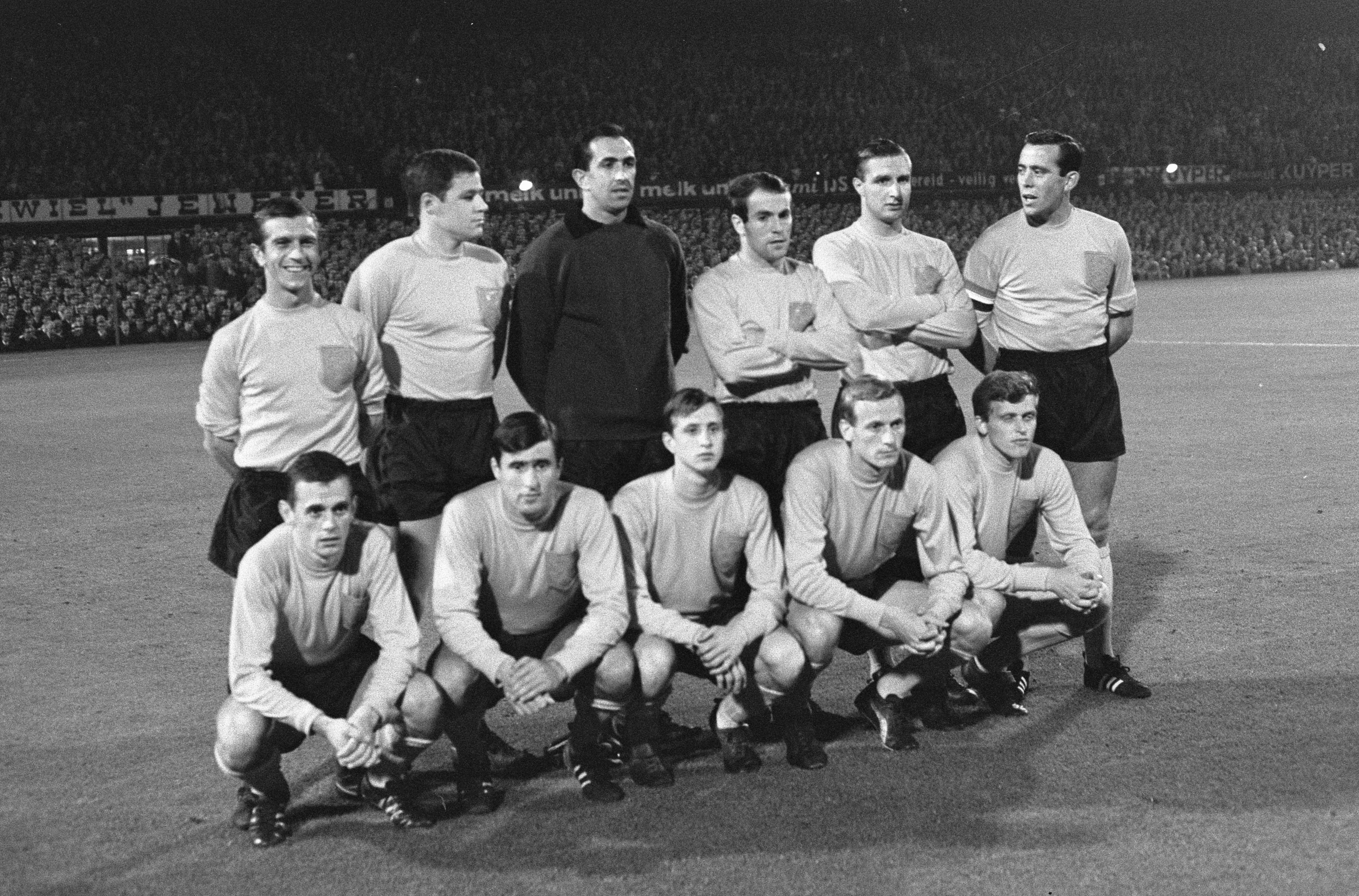
Bennie Muller in het Nederlands elftal (1966) - staand, 3e van rechts

Muller heeft niet kunnen profiteren van de stijgende salarissen van de spelers in de jaren zeventig. Al tijdens zijn voetballoopbaan startte hij een sigarenzaak aan de Haarlemmerstraat (hoek Buiten Brouwersstraat) in Amsterdam die hij tot 2000 dreef.

## Privéleven
Bennie Muller was de vader van voetbalspeler Danny Muller. Hij was opgeleid als diamantslijper en een van de Joodse spelers bij de 'Joodse' club Ajax. Hij gaf ooit aan niets op te hebben met de supporters die zich laten voorstaan op het Joodse imago van de club. 
Muller overleed op 17 januari 2024 op 85-jarige leeftijd.

## Erelijst
Ajax
- Eredivisie: 1959/60, 1965/66, 1966/67, 1968/69, 1969/70
- KNVB beker: 1960/61, 1966/67
- International Football Cup: 1961/62

## Trivia
- Bennie Muller was bij de gemeenteraadsverkiezingen van 1998 lijstduwer voor de Amsterdamse lokale partij Mokum Mobiel.
- In 2014 mocht hij, na de winst van Ajax van de Eredivisie, de kampioenschaal uitreiken aan aanvoerder Siem de Jong.